# 韦斯蒙
韦斯蒙（法語：Vescemont，法語發音：[vɛsmɔ̃]）是法国勃艮第-弗朗什-孔泰大区贝尔福地区省的一个市镇，位于该省西北部，属于贝尔福区。

## 地理
韦斯蒙（47°44'36"N, 6°50'42"E）面积7.05 平方千米，位于法国勃艮第-弗朗什-孔泰大區贝尔福地区省，该省份为法国东北部内陆省份，东临上莱茵省，北起孚日省，西接上索恩省，南与杜省和瑞士接壤。
与韦斯蒙接壤的市镇（或旧市镇、城区）包括：拉马德莱娜-瓦勒德桑日、日罗马尼、勒皮、里耶韦斯蒙、鲁日古特、格罗马尼。

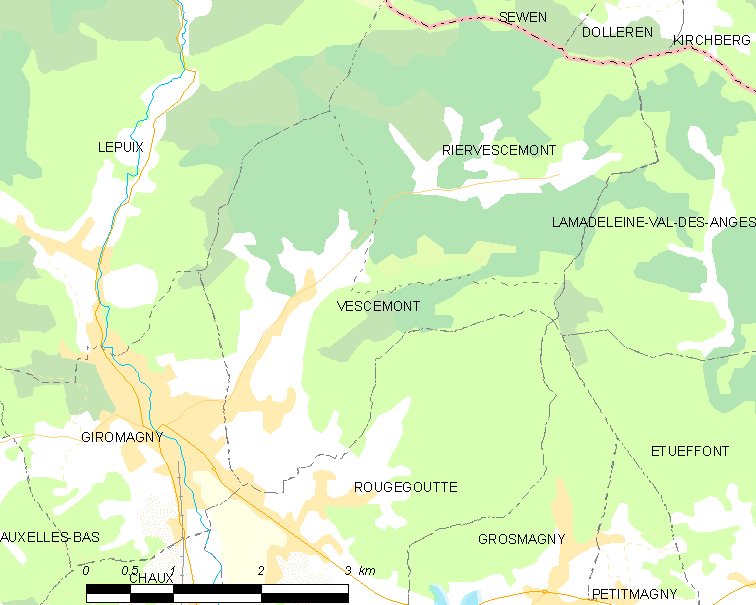
韦斯蒙的OSM定位图

韦斯蒙的时区为UTC+01:00、UTC+02:00（夏令时）。

## 行政
韦斯蒙的邮政编码为90200，INSEE市镇编码为90102。

## 政治
韦斯蒙所属的省级选区为日罗马尼县。

## 人口

1962-2008年间韦斯蒙人口变化图示

韦斯蒙于2022年1月1日时的人口数量为707人。